# ديفيد كانفيلد سميث
ديفيد كانفيلد سميث (بالإنجليزية: David Canfield Smith)‏ هو عالم حاسوب أمريكي، ولد في 29 مارس 1945 في روانوك في الولايات المتحدة.